# Acodia pauper
Acodia pauper là một loài bướm đêm trong họ Geometridae.